# Hans Wüthrich (Komponist)
Hans Wüthrich (* 3. August 1937 in Aeschi; † 20. März 2019 in Arlesheim) war ein Schweizer Komponist und Sprachwissenschaftler.

## Leben
Wüthrich entstammte einer Bauernfamilie. Er besuchte von 1952 bis 1956 das Evangelische Lehrerseminar Muristalden (Campus Muristalden) in Bern. Danach studierte er Klavier bei Sava Savoff und Musiktheorie bei Sándor Veress am Berner Konservatorium. Von 1968 bis 1972 nahm er Kompositionsunterricht bei Klaus Huber in Basel und Freiburg. Daneben studierte er Musik-, Literatur- und Sprachwissenschaft an der Universität Zürich. Im Jahr 1973 promovierte er mit der Dissertation Das Konsonantensystem der deutschen Hochsprache.
Von 1971 bis 1985 unterrichtete er Phonetik an den Universitäten Zürich und Basel. Von 1985 bis 2002 war er Dozent für Musiktheorie, Musikanalyse und Gehörbildung an der Zürcher Musikhochschule. Zu seinen Schülern zählen Nils Günther, Marianne Schroeder und Alfred Zimmerlin.
Die erste Komposition in seinem Werkkatalog stammt von 1968, bis zu seinem Tod schuf er insgesamt 26 Werke.
Er war Mitglied der Akademie der Künste in Berlin.

## Werke (Auswahl)
- Der heimliche Weg (1968), für Sopran, Klarinette, Trompete, Bratsche, Violoncello
- Requiem für Gulliver (1972–73), für Orchester, vier Singstimmen und Tonband, UA: 1973, Basel
- Kommunikationsspiele (1973)
- Zum Selbstbildnis von Leonardo da Vinci (1978), Arie für Singstimme und Melodieinstrument, UA: 1978, Donaueschingen
- Annäherungen an Gegenwart (1986–87), für Streichquartett, UA: 1987, Basel
- Chopin im TGV Basel – Paris, die Sonne betrachtend (1989), für Flöte, Violine und Klavier, UA: 1990, Basel
- Das Glashaus (1974–75), für sechs Sprecher, Sopran, Schlagzeug und Tonband, UA: 1977, Basel
- Die singende Schnecke (1979), UA: 1979 Zürich
- Netzwerk I (1983–84), für grosses Orchester ohne Dirigenten, UA: 1988, Zürich
- Netzwerk II (1984–85), für grosses Orchester ohne Dirigenten, UA: 1988, Zürich
- Netzwerk III (1987–89), für grosses Orchester ohne Dirigenten, UA: 1989, Basel
- Wörter – Bilder – Dinge (1991), für Altstimme und Streichquartett, UA: 1991, Zürich
- Leve (1992), 16 Szenen mit drei Frauen, drei Männern und Objekten, UA: 1993, Basel
- Landschaft mit Streichquartetten (1994)
- Happy Hour. Zyklus. Acht Spots (1994–97), für 12 Sänger/Schauspieler, 1 Schlagzeuger, 3 Hühner und Objekte
- Glühende Übergänge in Rot, Orange und leuchtendem Blau (1998–99), für Vokalensemble und zwei Keyboards (oder Zuspiel-CD), UA: 2000, Basel
- Drei psychophysikalische Symbole (2002–03), für zwei Gitarren, UA: 2004, Baden (CH)
- Zwölf Phasen eines Cocons und fünf dynamische Kreuze (2004–06), für zehn Instrumentalisten, UA: 2006, Rümlingen[3][4]

## Preise
- Kompositionspreis der Stadt Zürich (1972)
- Kompositionspreise bei den Internationalen Kompositionswettbewerben im Künstlerhaus Boswil (1974, 1976 und 1978)
- Grand Prix Paul Gilson de la Communauté radiophonique des programmes de la langue française (1984)
- Spartenpreis für Musik des Kantons Basel-Landschaft (1991)
- Kompositionspreis Marguerite Staehelin (2011)